# Le Fugeret
Le Fugeret ist eine französische Gemeinde mit 200 Einwohnern (Stand 1. Januar 2022) im Département Alpes-de-Haute-Provence in der Region Provence-Alpes-Côte d’Azur. Sie gehört zum Arrondissement Castellane und zum Kanton Castellane.

## Geografie
Der Ort Le Fugeret liegt auf 835 m. Zur Gemeinde gehören auch die Ortsteile Argenton, La Béoule, Bontes und Chabrières.  
Die angrenzenden Gemeinden sind Annot im Süden, Allons im Westen, Méailles im Nordwesten, Castellet-lès-Sausses im Nordosten und Braux im Südosten.

### Erhebungen
- Rocher de Pellousis, 1430 m,
- Le Rigelet, 1894 m,
- Montagne d’Argenton, 1916 m

### Verkehrsanbindung
Die Départementsstraße D908 verbindet das Dorf mit Méailles und Annot. Dieses enthält auch einen Bahnhof und wird durch die Bahnstrecke Nizza–Digne-les-Bains, heute Train des Pignes genannt, bedient.

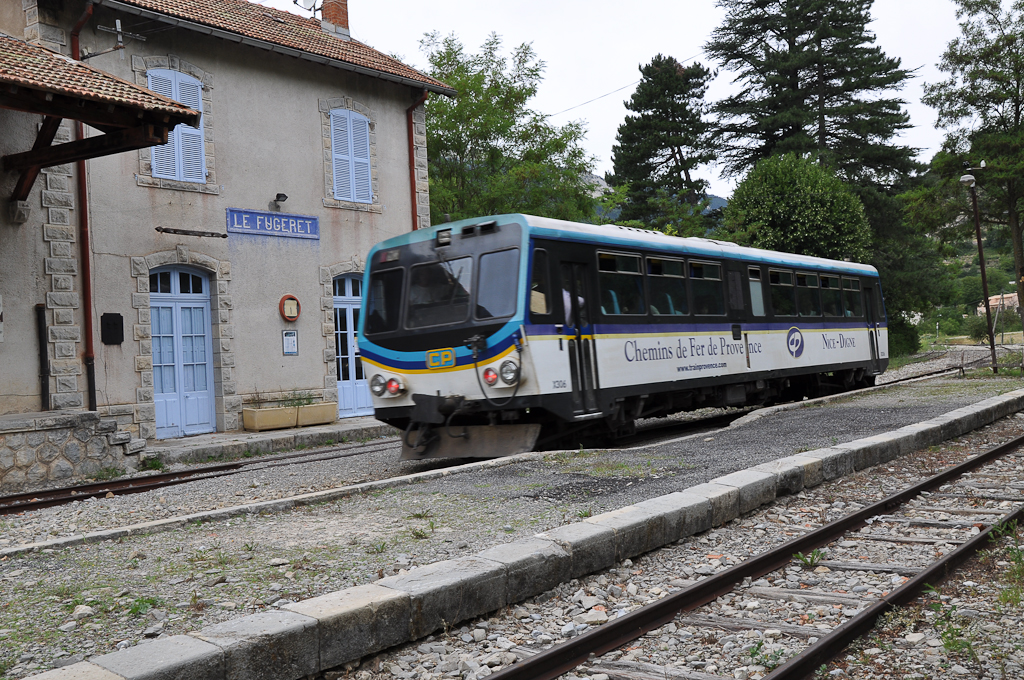
Bahnhof von Le Fugeret mit dem Train des Pignes

## Bevölkerungsentwicklung
| Jahr      | 1962 | 1968 | 1975 | 1982 | 1990 | 1999 | 2008 | 2012 |
| --------- | ---- | ---- | ---- | ---- | ---- | ---- | ---- | ---- |
| Einwohner | 166  | 156  | 174  | 168  | 163  | 168  | 224  | 205  |

## Baudenkmäler
Siehe: Liste der Monuments historiques in Le Fugeret